# Anne Bregani
Anne Bregani, est une écrivaine, poète et enseignante vaudoise née le 31 octobre 1951 à Berne.

## Biographie
Anne Bregani naît le 31 octobre 1951 à Berne.
En 1979, elle obtient un diplôme en sciences politiques et suit une formation à l'école cantonale des beaux-arts. Elle enseigne le français à des jeunes de tous les pays et de tous les continents. C'est peut-être ce qui lui inspire les poèmes Le territoire de l'oiseau (1996) et de Chronique du Nord-Est (2001), véritable exploration du thème des frontières, des migrations, des ruptures, des départs et des retrouvailles.
Anne Bregani fait partie de la société suisse des écrivaines et écrivains, de l'association vaudoise des écrivains et de la Société vaudoise des maîtres secondaires.

## Publications
- Anne Bregani, Le territoire de l'oiseau, Samizdat, 1996.
- Anne Bregani, Le livre des séparations, Samizdat, 1997 (ISBN 978-2-940188-01-7).
- Anne Bregani, Chroniques du nord-est, Samizdat, 2001 (ISBN 978-2-940188-05-5).
- Anne Bregani, Le territoire de l'oiseau: suivi de, Le livre des séparations, Editions Empreintes, 2003 (ISBN 978-2-940133-71-0).
- Anne Bregani, Lettre au couchant, Samizdat, 2004 (ISBN 978-2-940188-14-7).
- Anne Bregani et Jean-Marc Denervaud, La porte du Nord, Editions Samizdat, 2007 (ISBN 978-2-940188-29-1).
- Anne Bregani, Le temps de l'arc, Samizdat, 2010 (ISBN 978-2-940188-49-9).
- Anne Bregani, Oiseaux et autres instants : poèmes, Samizdat, 2012 (ISBN 978-2-940188-73-4).
- Anne Bregani, De brume et de feu, Samizdat, 2014 (ISBN 978-2-940188-88-8).
- Anne Bregani, L'eau, les étincelles : poèmes, Samizdat, 2017 (ISBN 978-2-940559-18-3).

## Récompenses et distinctions
Son recueil de poésie intitulé Le livre des séparations, paru en 1997, est choisi pour être le livre de la fondation Schiller Suisse 1998,.